# Pete Gross
Peter R. „Pete“ Gross (* 28. Dezember 1936 in San Francisco, Kalifornien; † 2. Dezember 1992 in Mercer Island, Washington) war ein US-amerikanischer Sportkommentator.

## Leben
Seine Karriere begann Gross als DJ, bevor er in Stockton begann die Basketball- und Football-Spiele der University of the Pacific zu kommentieren. 1973 zog er nach Seattle um als Sportdirektor für KIRO zu arbeiten, wo er anfangs die Spiele der Seattle SuperSonics kommentierte. Gross war nach der Gründung der Seattle Seahawks im Jahr 1976 17 Jahre für KIRO Newsradio 710 der Live-Kommentator der Spiele der Seahawks. Er kommentierte alle außer sechs Spiele. Er wurde vor allem für sein Schlagwort „Touchdown, Seahawks“ bekannt. 1988 wurde bei ihm Nierenkrebs diagnostiziert, welcher ihm entfernt wurde, jedoch wurde 18 Monate später Leberkrebs diagnostiziert. Am 30. November 1992 wurde er in den Seattle Seahawks Ring of Honor aufgenommen, bevor er zwei Tage später einem Krebsleiden erlag. Er hinterließ seine Frau und ihre drei Töchter.